# Pierre le Mangeur
Pierre le Mangeur (Petrus Comestor ; on trouve aussi Manducator) est un théologien né à Troyes vers 1100 et mort à Saint-Victor le vendredi 12 octobre 1179. Son œuvre principale, l’Historia Scholastica est un abrégé de tous les livres de la Bible écrit en latin médiéval destiné à la formation du clergé et des prédicateurs.

## Biographie
Né à Troyes vers 1100, il fréquente l'école claustrale de Saint-Loup, puis en devient chanoine. Il obtient du pape Eugène III le titre de doyen (decanus trecensis), qu'il conserve de 1147 à 1164.
Vers 1150, il suit les cours de Pierre Lombard à l'École cathédrale de Paris. Il est mentionné comme professeur réputé en 1158, puis il paraît jouir de la dignité de chancelier de l’église métropolitaine, ancien nom de la charge de chancelier de l'Université de Paris. Il dirige l'école de théologie de Paris pendant cinq ans entre 1164 et 1169, lorsqu'il cède sa charge à Pierre de Poitiers (✝ 1205), tout en conservant celle de chancelier (celui qui délivre les diplômes).
On le trouve souvent cité dans la littérature médiévale sous la forme Magister in Historiis.
Réputé de très haute culture et fort savant, le cardinal Pierre de Saint-Chrysogone le désigne au pape Alexandre III pour être candidat à la fonction de cardinal, mais il n'est pas retenu. Il participe probablement au concile de Latran III, en mars 1179.
Au début des années 1170, il devient chanoine régulier de saint-Victor. Avant 1173 il y achève son œuvre majeure, l’Historia Scholastica. Le texte s'en tient à un récit historique doté d'une grande diversité de sources.
Pierre le Mangeur est un disciple de l'hebraica veritas prônée par Hugues de Saint-Victor et surtout par André de Saint-Victor. Martin Grabmann a regroupé sous le terme d'école biblique-morale qui comprend, outre Pierre le Mangeur, Pierre le Chantre et Étienne Langton ainsi que de nombreux maîtres dont l'objectif était de fonder la réforme morale du clergé et du peuple sur l'étude de la Bible et la prédication. Le texte de Pierre le Mangeur montre qu'il recueille nombre de traditions juives et qu'il a des contacts avec les exégètes juifs (cf. les travaux de G. Dahan)[réf. souhaitée] .
Il est aussi l’auteur de commentaires sur les Épîtres de Paul et sur les Évangiles, mais il restera pour les siècles à venir « Magister historiarum » comme Pierre Lombard est demeuré « Magister Sententiarum ».
Il meurt à Saint-Victor le vendredi 12 octobre 1179. Il a composé lui-même son épitaphe, retrouvée dans l'abbaye Saint-Victor et qui rappelle les qualités de l’homme :
| Latin                                 | Traduction                                            |
| ------------------------------------- | ----------------------------------------------------- |
| Petrus eram quem petra tegit,         | J'étais Pierre que la pierre couvre                   |
| dictusque Comestor nunc comedor.      | dit le mangeur, maintenant "mangé"                    |
| Vivus docui nec cesso docere mortuus, | Vivant j'ai enseigné et mort je ne cesse d'enseigner  |
| ut dicant qui me vident incineratum   | afin que ceux qui me voient réduit en cendre disent : |
| Quod sumus iste fuit,                 | Ce que nous sommes, il le fut ;                       |
| erimus quandoque quod hic est         | un jour nous serons ce qu'il est ici.                 |

## Historia Scholastica

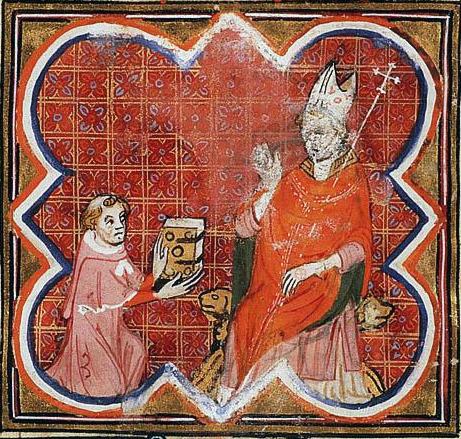
Pierre le Mangeur présente son livre à l'archevêque Guillaume de Sens.

L'Historia scholastica super Novum Testamentum fut rédigée en latin entre 1169-1173.
L'œuvre ne portait probablement pas de titre à l'origine, elle est dédiée à Guillaume aux Blanches Mains (il est encore appelé Guillaume de Champagne), frère d'Henri le Libéral, comte de Troyes (+ 1181), alors archevêque de Sens de 1168 à 1169, puis de Reims où il fut intronisé le 8 août 1176.
Il s'agit d'un abrégé des Écritures, une sorte d'adaptation très narrative de l'histoire sainte, insérée dans l'histoire générale de l'humanité, avec des gloses tirées des auteurs ecclésiastiques et profanes, mêlant les Écritures canoniques à toutes sortes d'emprunts aux apocryphes et aux commentaires des exégètes juifs : Pierre fait souvent appel à l'autorité d'André de Saint-Victor pour améliorer les textes qu'il utilisait. Longtemps classique dans les écoles, elle est « une des œuvres les plus originales de la fin du XIIe siècle ».
La diffusion, considérable, se fit en latin, désignée très souvent pendant des siècles, par le mot de Biblia . On a retrouvé plus de huit cents manuscrits de l'Historia scolastica datant du XIIe  au XVIe siècle. Le plus ancien manuscrit se trouve à Paris, BN, Ms. lat. 16943. Elle fut imprimée à la requête de Charles VIII vers 1483, 1498 et 1545, Utrecht, Nicolas Ketelaer, 1473.
L'édition de la Patrologie latine par Migne (Migne, PL, cxcviii, 1072) fait référence [mais ce n'est pas une édition critique suffisante pour un travail scientifique]. Pour la  Genèse, on utilisera désormais l'édition scientifique parue dans la collection du Corpus christianorum.
Les premiers commentateurs de l'ouvrage sont Étienne Langton et en 1194 Nigel de Longchamps,.
Des traductions circulèrent en Allemagne dès 1248. Il existe aussi des traductions en hollandais, portugais, espagnol. Elle fut traduite en français par Guyart des Moulins à Saint Pierre d'Aire sur la Lys, en 1294. Mais Guyard des Moulins a aussi traduit la Bible de saint Jérôme, la Vulgate, et il a choisi de publier les deux ouvrages simultanément, l'un glosant l'autre, sous le titre de Bible historiale. La Bible historiale est connue en plus de cent exemplaires et se trouve généralement abondamment illustrée, alors que Historia scholastica super Novum Testamentum ne l'est presque jamais.

## Éditions
- Texte de l'édition d'Emmanuel Navarrus, parue à Madrid en 1699, repris par Migne (PL 198, 1053-1164) est déficient.
- Petri Comestoris Scolastica Historia. Liber Genesis, Éd. Agneta Sylwan, Turnhout, Brepols 2005, 226 p.  (ISBN 2-503-04911-7)

## Traductions
- La partie évangélique de l'Historia scolastica (intitulée Historia evangelica) est traduite en français moderne par Pierre Monat (Evangile Historial de Pierre le Mangeur, Cabestany, éditions Saint Jude, 2017, 196 p.).

## Manuscrits
- Historia scolastica, Épinal, Bibliothèque municipale, ms. 50 (XIIIe siècle).